# Choaspes subcaudata
Choaspes subcaudata is een vlinder uit de familie van de dikkopjes (Hesperiidae). De wetenschappelijke naam van de soort is voor het eerst gepubliceerd in 1867 door Cajetan Freiherr von Felder en Rudolf Felder.

## Verspreiding
De soort komt voor in Myanmar, Thailand, Laos, Vietnam, Maleisië, Singapore en Indonesië.

## Ondersoorten
- Choaspes subcaudata subcaudata (C. & R. Felder, 1867)
  - = Ismene crawfurdi Distant, 1882
- Choaspes subcaudatus crawfurdi (Distant,1882)